# Dead Sushi
Pour plus de détails, voir Fiche technique et Distribution.
Dead Sushi (デッド寿司, Deddo sushi) est un film japonais réalisé par Noboru Iguchi, sorti en 2012.

## Synopsis
Les employés d'un onsen de campagne se retrouvent aux prises avec une horde de sushis tueurs.

## Fiche technique
- Titre : Dead Sushi
- Titre original : デッド寿司 (Deddo sushi?)
- Réalisation : Noboru Iguchi
- Scénario : Makiko Iguchi avec la collaboration de Jun Tsugita
- Musique : Yasuhiko Fukuda
- Photographie : Yasutaka Nagano
- Montage : Yōsuke Yafune
- Production : Mana Fukui, Motohisa Nagata et Yoichi Sakai
- Société de production : Nishimura Motion Picture Model Makers Group et Office Walker
- Société de distribution : Action Slate Releasing (États-Unis)
- Pays d'origine :  Japon
- Langue originale : japonais
- Genre : Comédie horrifique
- Durée : 91 min[1]
- Dates de sortie : 
  - Canada : 22 juillet 2012 (FanTasia)
  - Japon : 19 janvier 2013[1]

## Distribution
- Rina Takeda : Keiko
- Kentarō Shimazu : Yamada
- Takamasa Suga : Nosaka
- Takashi Nishina : M. Hanamaki
- Asami : Yumi Hanamaki
- Yui Murata : Mlle Enomoto

## Production
Yoshihiro Nishimura a contribué aux effets spéciaux du film,.